# Arsène Legrelle
 (octobre 2016).
Arsène Legrelle, né  le 21 juin 1834 à Elbeuf et mort le 11 octobre 1899 à Versailles, est un historien français.

## Biographie
Arsène Legrelle naît le 21 juin 1834 à Elbeuf.
Après des études au collège de Versailles, puis en philosophie à Rouen, il voyage dans les pays européens, et devient docteur ès lettres de la faculté de Paris en 1864 avec une thèse sur Holberg.
Il publie, sur l’Iphigénie en Tauride, de Goethe, une étude couronnée en 1863 par le titre de docteur en philosophie de l'Université d'Iéna.
De retour dans sa région natale, il publie en 1893 Le Régiment de Normandie pendant la succession d'Espagne, étude écrite pour la Société de l'histoire de Normandie, dont il fut président d'honneur.
Son Éloge d'Adrien Turnèbe en 1854 fut couronné par l'Académie des sciences, belles-lettres et arts de Rouen.
Il reçoit, à titre posthume, le grand prix Gobert de l'Académie française en 1901 pour son œuvre majeure, La Diplomatie française et la Succession d’Espagne.

## Œuvres, publications
- 1861 : Marcus Ulpius Trajan, 97-117, scènes romaines
- 1871 : La France et la Prusse devant l'histoire
- 1883 : Louis XIV et Strasbourg : Essai sur la politique de la France en Alsace
- 1894 : Assemblées de la noblesse en Normandie en 1658-1659
- 1894 : La Mission de M. de Rébenac à Madrid et la mort de Marie-Louise, reine d'Espagne (1688-1689)
- 1894 : D'Esnambuc et ses descendants aux Antilles
- 1896 : Le Chevalier de Grémonville
- 1899 : Saint-Amant

## Traductions du russe
- Voyage en France, 1789-1790 de Nikolaï Karamzine, Hachette, Paris, 1885
- Ô temps, de Catherine II de Russie, Chef-d’œuvre du Théâtre russe, Gand, 1888